# Helicoverpa punctigera
Helicoverpa punctigera là một loài bướm đêm thuộc họ Noctuidae. Nó được tìm thấy ở Úc.
Sải cánh dài ca. 40 mm.
Ấu trùng ăn various plants và are considered a pest for Tobacco, Flax, Peas, Lucerne, Sunflower, Cotton, Maize, Tomatoes và other crops.

## Hình ảnh

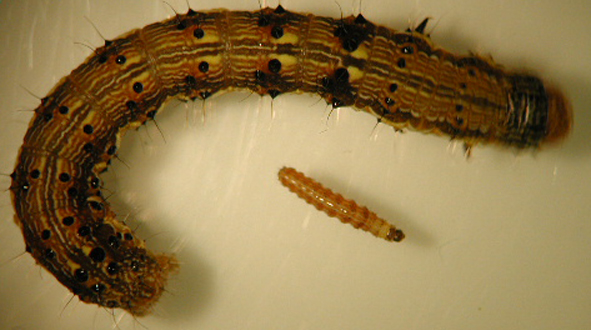